# Кіцманський повіт
Кіцманський повіт — адміністративна одиниця у складі Австро-Угорщини, ЗУНР і Румунії у 1868—1925 роках. Територія сучасного Кіцманського району Чернівецької області.
Адміністративний центр — місто Кіцмань.

## Географія
Кіцманський повіт на заході межував з повітами Галичини — Городенківським і Снятинським, на півночі — з Заставнівським, на півдні — з Чернівецьким, на сході — з Хотинським повітами.

## За часів Австро-Угорщини
Кіцманський повіт був створений у 1868 році з населених пунктів судових повітів Кіцмань (налічував 36 849 мешканців) і Заставна (налічував 38 707 мешканців).. З 1 жовтня 1905 року судовий повіт Заставна був виключений з Кіцманського повіту і з нього утворено окремий Заставнівський повіт, після чого Кіцманський повіт складався лише з судового повіту Кіцмань.
В Кіцманському повіті в 1869 році проживало 76 082 особи, до 1900 року чисельність населення зросла до 94 633 осіб. Серед населення в 1900 р. було 83 419 русинів-українців (88,2 %), 9 167 осіб розмовляли німецькою (9,7 %), 129 румунською (0,1 %) та 1809 іншою мовою (1,9 %). Повіт у 1900 р. займав площу 518,80 км², включав два судові округи з 53 муніципалітетами та 51 фільварком.
Повіт за переписом 1910 року налічував 24 гміни (самоврядні громади) і 27 населених пунктів. Якщо в 1900 р. населення території судового повіту Кіцмань становило 43 131 особу, то в 1910 році тут проживало 45 135 осіб, площа повіту становила 345 км². За віросповіданням: 1 964 римо-католики, 716 греко-католиків, 45 вірмено-католиків, 38 505 православні, 2 вірменської церкви, 45 лютеранів, 19 кальвіністів і 3 839 юдеїв). За національністю: 4 049 німців, 133 чехи-моравці-словаки, 1 373 поляки, 39 432 українці, 120 румунів і 28 чужоземців.
| Рік  | Жителі | Німецькомовні | Україномовні | Румунськомовні | Інші мови |
| ---- | ------ | ------------- | ------------ | -------------- | --------- |
| 1869 | 76.082 |               |              |                |           |
| 1880 | 81.087 | 6.064         | 72.626       | 525            | 1.787     |
| 1890 | 90.042 | 8.224         | 79.638       | 93             | 1.974     |
| 1900 | 94.633 | 9.167         | 83.419       | 129            | 1.809     |
| 1910 | 45.135 | 4.049         | 39.432       | 120            | 1.534     |

## Самоврядні громади на 1910 рік[5]
- Берегомет над Прутом
- Хлівище
- Давидівці
- Дубівці
- Гаврилівці
- Іванківці
- Южинці
- Кливодин
- Кіцмань
- Лашківка (складається зі Стара Лашківка і Нова Лашківка)
- Лужани
- Малятинці
- Неполоківці
- Оршівці
- Ошихліби
- П'ядиківці (складається з П'ядиківці й Цопени)
- Реваківці (Єреківці)
- Шипинці
- Шишківці
- Ставчани
- Суховерхів
- Валява
- Витилівка
- Зеленів (складається з Плешинець і Зеленів)

## Перша світова війна
Під час Першої світової війни територія повіту в серпні 1914 р. була окупована російськими військами. Повітом керував призначений окупаційною владою намісник («начальник уезда») аж до відступу російських військ у липні 1917 р. під натиском австро-угорського війська.

## Період ЗУНР
6 листопада 1918 р. народним волевиявленням було встановлено українську владу зі входженням до Західноукраїнської Народної Республіки. Однак Румунія скористалась відведенням українських військових частин на польський фронт і ще в листопаді окупувала Буковину.

## Румунський період
Повіт (жудець) існував до укрупнення повітів у 1925 році. Відповідно до закону від 14 червня 1925 р., повіт 1 січня 1926 р. був ліквідований, а територія (разом з територіями Заставнівського і Чернівецького повітів) включена в утворений жудець Чернівці.